# KAA Gent in het seizoen 1999/2000
Het seizoen 1999-2000 was het 11de opeenvolgende seizoen van KAA Gent in Eerste klasse en het 100ste in het volledige bestaan van de club. Aanvoerder van de ploeg was Edin Ramçiç. De topscorer werd Ole Martin Arst met 30 doelpunten, waarmee hij topscorer werd van de hele Belgische Eerste Voetbalklasse. De coach van de ploeg was Trond Sollied. KAA Gent sloot het seizoen af op een derde plaats, wat hen recht gaf op Europees voetbal het jaar nadien.

## Samenstelling van het A-elftal
|  | Naam                      | Geboortedatum | Nationaliteit        | Positie                  | Wedstrijden | Doelpunten |
|  | Frédéric Herpoel          | 1974-08-16    | België               | Doelman                  | 32          | 0          |
|  | Anders Møller Christensen | 1977-07-26    | Denemarken           | Rechtsachter             | 30          | 0          |
|  | Edin Ramčić               | 1970-08-01    | Bosnië & Herzegovina | Rechtsachter/ aanvoerder | 26          | 0          |
|  | Tamás Szekeres            | 1972-09-18    | Hungarije            | Rechtsachter             | 22          | 2          |
|  | Ivica Dragutinović        | 1975-11-13    | Yugoslavië           | Rechtsachter             | 15          | 4          |
|  | Frank Dauwen              | 1967-11-03    | België               | Rechtsachter             | 12          | 1          |
|  | Morten Falch              | 1973-08-05    | Denemarken           | Rechtsachter             | 1           | 0          |
|  | Saša Gajser               | 1974-02-11    | Slovenië             | Linkermiddenvelder       | 27          | 2          |
|  | Gunther Schepens          | 1973-05-04    | België               | Linkermiddenvelder       | 18          | 7          |
|  | Ronald Foguenne           | 1970-08-10    | België               | Linkermiddenvelder       | 16          | 0          |
|  | Thomas Chatelle           | 1981-03-31    | België               | Rechtermiddenvelder      | 11          | 0          |
|  | Nasreddine Kraouche       | 1979-08-27    | Algerije             | Aanvallende Middenvelder | 2           | 1          |
|  | Ole Martin Årst           | 1974-07-19    | Noorwegen            | Centrale Aanvaller       | 32          | 28         |
|  | Tore André Dahlum         | 1968-06-21    | Noorwegen            | Centrale Aanvaller       | 13          | 5          |
|  | Cédric Roussel            | 1978-01-06    | België               | Centrale Aanvaller       | 1           | 0          |
|  | Ode Thompson              | 1980-11-08    | Nigeria              | Centrale Aanvaller       | 1           | 0          |